# Douglas Bueno
Douglas Moi Bueno (* 9. September 1981) ist ein brasilianischer Radrennfahrer.
Douglas Bueno gewann 2006 mit seinem Team Extra/Caloi/Suzano eine Etappe bei der Vuelta a Sucre und konnte so auch die Gesamtwertung für sich entscheiden. In der Saison 2008 war er bei einer Etappe der Volta Ciclistica Internacional do Paraná erfolgreich. Im nächsten Jahr wurde Bueno bei der Tour de Santa Catarina Dritter bei der Fünften Etappe und Zweiter in der Gesamtwertung. Nachdem Alex Diniz und Cleberson Weber positiv auf EPO getestet wurden, wurden ihm der Etappen- und der Gesamtsieg zugesprochen. 2011 und 2012 fuhr  Bueno für das brasilianische Continental Team Funvic-Pindamonhangaba.

## Erfolge
2009
- Gesamtwertung und eine Etappe Tour de Santa Catarina

## Teams
- 2011 Funvic-Pindamonhangaba
- 2012 Funvic-Pindamonhangaba (bis 31. Juli)